# جيل إس. تيتين
جيل إس تيتين (مواليد 1954) هي مهندسة كهربائية أمريكية ومستشارة ومناصرة نسوية ومؤلفة ومتحدثة. وهي رئيسة مجلس الإدارة والرئيسة التنفيذية لشركة تيكنيكال سبيكينج المحدودة وهي شركة استشارية في مجال التجهيزات الكهربائية أسستها جيل في غرينوود فيليج (كولورادو) عام 2000. كتبت واشتركت في تأليف تسعة كتب وأكثر من 100 ورقة بحثية تقنية. جيل مناصرة قوية لمشاركة النساء والفتيات في مجالات العلوم والتكنولوجيا والهندسة والرياضيات كما أنها تنشئ منحاً دراسية للنساء في الهندسة والتكنولوجيا وترشح النساء لجوائز وقاعات مشاهير. تم تنصيبها في قاعة الشهرة الوطنية للمرأة في كولورادو في عام 2010.

## بداية حياتها وتعليمها
ولدت كارين جيل شتاين في نيوبورت نيوز فرجينيا في عام 1954. وهي أكبر أربعة أطفال. عمل والدها الحاصل على شهادة دكتوراه في الهندسة في ناسا.
تخرجت من مدرسة هامبتون الثانوية ودخلت الصف الثالث الذي فتح أبوابه للنساء في جامعة فيرجينيا عام 1972. تخرجت في عام 1976 بتخصص في الرياضيات التطبيقية والثانوية في الهندسة الكهربائية. كانت واحدة من أولى عشر نساء يتخرجن في الهندسة من تلك الجامعة. بدأت العمل في شركة Duke Power Company في شارلوت بولاية نورث كارولينا وذهبت للحصول على ماجستير إدارة الأعمال من جامعة نورث كارولينا في شارلوت في عام 1979.

## مسيرتها المهنية
بعد خمس سنوات كمهندسة تخطيط لدى Duke Power انتقلت إلى دنفر كولورادو في عام 1981 لتصبح محللة تخطيط لشركة موبيل للنفط في قسم التعدين والفحم في الشركة. عندما تراجعت أعمال الطاقة في عام 1983 في العام التالي دخلت في عمل استشاري للمرافق الكهربائية كنائبة مساعدة للرئيس لشركة ستون آند ويبستر في غرينوود فيليج وهو منصب شغلته من عام 1984 حتى عام 1992. شغلت منصب مديرة في RCG/Hagler Bailly في بولدر لإدارة تخطيط المرافق وذلك من عام 1992 حتى عام 1995. عادت إلى ستون آند ويبستر لإدارة مكتبها في دنفر من عام 1995 إلى عام 1997. خلال الفترة الأخيرة عملت كشاهدة خبيرة للمرافق الكهربائية أمام اللجان التنظيمية الفيدرالية وحكومات الولايات.
من عام 1997 إلى عام 2000 تحولت تيتين إلى تعليم المرأة كمديرة لبرنامج النساء في الهندسة في جامعة كولورادو بولدر. كما كانت موظفة مختصة باعتماد للبرامج الهندسية في جميع أنحاء البلاد وذلك بين عام 1997 و2008 بما في ذلك نيابة عن برامج معهد مهندسي الكهرباء والإلكترونيات (IEEE).
أسست في عام 2007 شركتها الخاصة تكنيكال سبيكينج المحدودة لتقديم خدمات استشارية للمرافق الكهربائية. عملت ككبيرة المهندسين في مكنيل للتكنلوجيا من عام 2001 حتى عام 2008 وكمستشارة إدارية عليا في آر دبليو بيك من عام 2003 حتى عام 2005.

## النسوية
تيتين هي مناصرة قوية لمشاركة النساء والفتيات في مجالات العلوم والتكنولوجيا والهندسة والرياضيات تقوم بتوجيه النساء والفتيات اللائي يفكرن في مهن في مجالات الهندسة والتكنولوجيا، وقد منحت منحاً دراسية للنساء في مجالات التكنولوجيا في جامعة فرجينيا وجامعة نورث كارولينا في شارلوت وجامعة كولورادو بولدر وكذلك من خلال جمعية النساء المهندسات. مع رغبتها في تقديم المزيد من النماذج للنساء، ترشح بانتظام مرشحين لجوائز وقاعات الشهرة في مجالات الهندسة والتكنولوجيا. كان ترشيحها الأول لعالمة الكمبيوتر غريس هوبر التي اخترعت واحد من أوائل أدوات المحولات البرمجية ذات الصلة في عام 1952. في عام 1991 نالت هوبر الميدالية الوطنية للتكنولوجيا. قبلت تيتين الجائزة نيابة عن هوبر من الرئيس جورج بوش في حفل أقيم في البيت الأبيض في حديقة الورود. رشحت تيتين أكثر من 30 منصبين في قاعة الشهرة الوطنية للمرأة في جميع مجالات العمل.

## الكتابة والتحدث
تيتين محررة لسلسلة سبرينجر النساء في الهندسة كما أنها المؤلفة للمجلد التمهيدي للسلسلة. كما كانت مدونة في ذا هوفنغتون بوست من 2014 حتى 2018 حيث كتبت عن الإنجازات التاريخية للمرأة.
تلقت تيتين تدريباً على التحدث أمام الجمهور في أول وظيفة لها في شركة Duke Power  إذ قدمت عروضاً حول الطاقة النووية لتلك الشركة واستخدمت فيما بعد مهاراتها في التحدث لتقديم شهادة خبير عن المرافق الكهربائية أمام اللجان التنظيمية الفيدرالية وحكومات الولايات. وهي أيضًا متحدثة تحفيزية حول مواضيع «النساء في الهندسة، والنساء التاريخيات في الهندسة والعلوم والقيادة».

## العضويات والانتسابات
تم انتخاب تيتين في المجلس الوطني لجمعية النساء المهندسات في عام 1988  وشغلت منصب الرئيس الوطني لهذه الجمعية من عام 1991 حتى عام 1992 كانت أول امرأة في مجلس إدارة رابطة روكي ماونتن الكهربائية، وكذلك أول رئيسة لتلك المجموعة. كانت رئيسة مجلس فتيات الكشافة - مجلس مايل هاي من عام 1999 إلى عام 2007، وانضمت إلى قاعة الشهرة الوطنية للمرأة من عام 2009 حتى عام 2014 وتم تعيينها في عام 2015 كمديرة تنفيذية.
تيتين هي المديرة الخارجية لشركة ميريك آند كومباني والمديرة الخارجية ل Georgia Transmission Corporation. كما أنها قيّمة في كلية الهندسة والعلوم التطبيقية بجامعة فيرجينيا وذلك منذ عام 2008. 

## الجوائز والتكريمات
تم إدراج اسم تيتين في Who's Who في الهندسة وWho’s Who في العلوم والهندسة وWho’s Who في التكنولوجيا. تم تكريمها في القاعة الوطنية لشهرة المرأة في كولورادو في عام 2010.

## حياتها الشخصية
تزوجت تيتين من زوجها الأول في عام 1976 وهو زميل في الهندسة التقت به في جامعة فيرجينيا وأصبح معروفاً باسم جيل إس بايلور. تطلقا عام 1994 وتزوجت من زوجها الثاني ديفيد تيتين. يقيم الزوجان في سينتينيال، كولورادو.